# Guatemalteekse quetzal
De Guatemalteekse quetzal is de munteenheid van Guatemala. De munt is vernoemd naar de nationale vogel van Guatemala, de quetzal (Pharomachrus mocinno).

## Munten
Er zijn munten van 1, 5, 10, 25 en 50 centavos en van 1 quetzal. 

## Bankbiljetten
Er zijn bankbiljetten van 1, 5, 10, 20, 50, 100 en 200 quetzal.
| Waarde (S/.) | Afmetingen   | Kleur      | Portret                                               | Afbeelding |
| ------------ | ------------ | ---------- | ----------------------------------------------------- | ---------- |
| 1            | 156 x 657 mm | Groen      | José María Orellana                                   |            |
| 5            | 156 x 657 mm | Paars      | Justo Rufino Barrios                                  |            |
| 10           | 156 x 657 mm | Rood       | Miguel García Granados                                |            |
| 20           | 156 x 657 mm | Blauw      | Mariano Gálvez                                        |            |
| 50           | 156 x 657 mm | Oranje     | Carlos Zachrisson                                     |            |
| 100          | 156 x 657 mm | Bruin      | Francisco Marroquín                                   |            |
| 200          | 156 x 657 mm | Lichtblauw | Sebastian Hurtado, Mariano Valverde, German Alcantara |            |